# Север (фильм)
«Север» (норв. Nord) — норвежская трагикомедия, снятая Руне Денстадом Лангло по сценарию Эрленда Лу в 2009 году. Мировая премьера фильма состоялась 6 февраля 2009 года на Берлинском кинофестивале, российская — 20 мая 2010 года на Первом фестивале норвежского кино в Москве.

## Сюжет
Бывший профессиональный фристайлист Юмар Хенриксен работает смотрителем небольшой горнолыжной базы недалеко от Тронхейма. После расставания с девушкой он находится в депрессивном состоянии и, вместо того чтобы следить за работой подъёмника, бездельничает, пьёт антидепрессанты вперемешку с алкоголем, курит самокрутки и смотрит телеканал National Geographic.
Однажды к флегматичному Хенриксену приходит в гости старый приятель, который передаёт ему неожиданное известие: на севере страны, в Тромсе, у него растёт четырёхлетний сын. Спустя некоторое время Хенриксен случайно устраивает пожар у себя дома. Сначала он невозмутимо наблюдает за тем, как пламя уничтожает его деревянный коттедж, а затем садится на снегоход (загрузив в багажник пятилитровую канистру самогона) и отправляется в сторону севера. На пути к Тромсу герой сталкивается с различными препятствиями, а также с местными жителями, которые помогают ему преодолевать эти препятствия и не прекращать путешествие.

## В ролях
- Андерс Босмо Кристиансен[англ.] — Юмар Хенриксен
- Кюрре Хеллум — Лассе
- Марте Онемо — Лотте
- Мадс Шёгорд Петтерсен — Ульрик
- Астрид Солхауг — Мари
- Эвен Вестерхюс — Томас
- Рагнхильд Ваннебо — Ригмур

## Награды и номинации
В 2009 году «Север» получил приз Europa Cinemas Label на Берлинском кинофестивале и был номинирован на кинопремию Северного совета.
На кинофестивале Kosmorama в 2010 году «Север» стал также обладателем премии «Канон» (Kanonprisen) в номинациях «Лучшая мужская роль» (Андерс Босмо Кристиансен), «Лучший звук» (Бент Хольм) и «Лучший продюсер» (Сигве Эндресен, Бреде Хувланд).